# John McIntire
John McIntire (Spokane, 27 giugno 1907 – Pasadena, 30 gennaio 1991) è stato un attore statunitense.

## Biografia
John Herrick McIntire, figlio di un avvocato di origine irlandese, nacque nello stato di Washington, ma crebbe nel Montana, dove imparò a montare i cavalli selvaggi. Questa abilità, unita al suo aspetto rude e al suo sguardo freddo sembrò predestinarlo al ruolo di attore in film western. Negli anni trenta iniziò a lavorare alla radio come attore di radiodrammi, è lì incontrò l'attrice Jeanette Nolan, che sposò nel 1935 e con la quale rimarrà tutta la vita. La coppia ebbe due figli: l'attore Tim (morto nel 1986 a 41 anni per insufficienza cardiaca congestiva) e la fotografa Holly Wright. 
Divenuto attore teatrale, McIntire arrivò tardi al cinema, alla soglia ormai dei quarant'anni. Esordì infatti nel 1948 nel film Strada senza nome, un poliziesco di William Keighley in cui rivestì un ruolo di secondo piano. Due anni dopo, ancora in una parte minore, recitò nel celebre Giungla d'asfalto (1950) di John Huston e nello stesso anno ebbe una parte da coprotagonista nel film Vagabondo a cavallo, una commedia western diretta da Hugo Fregonese. 
Nel 1952 fu la volta di un altro western, Donne verso l'ignoto di William A. Wellman, dove ricoprì ancora un ruolo di secondo piano. Nel 1955 fu protagonista de La città del vizio, un poliziesco girato come un documentario, in cui interpretò un avvocato che lotta con i suoi concittadini contro l'illegalità dovuta allo strapotere dei malavitosi; nello stesso anno tornò al western nel ruolo di uno sceriffo malvagio in Terra lontana (1955) di Anthony Mann. 
Nonostante incursioni in altri generi, fra cui Psyco (1960) di Alfred Hitchcock e Herbie il Maggiolino sempre più matto (1974), prodotto dalla Disney, fu il western il genere preferito da McIntire, il quale si affidò proprio a un'icona di questo genere per chiudere la propria carriera. Nel 1982 fu infatti diretto da Clint Eastwood nel film Honkytonk Man, dove interpretò un nonno che accompagna il nipote e suo zio tubercolotico nel viaggio che lo condurrà all'audizione della vita. Nel frattempo lavorò anche in televisione, apparendo nelle serie Il virginiano, Bonanza, Il fuggiasco e molte altre.
Morì a 83 anni nel 1991 per un enfisema dovuto a un cancro ai polmoni, due anni dopo aver abbandonato le scene.

## Filmografia

### Cinema
- I trafficanti (The Hucksters), regia di Jack Conway (1947)
- Chiamate Nord 777 (Call Northside 777), regia di Henry Hathaway (1948)
- Dietro la maschera (Black Bart), regia di George Sherman (1948)
- La signora del fiume (River Lady), regia di George Sherman (1948)
- Strada senza nome (The Street with No Name), regia di William Keighley (1948)
- Il delitto del giudice (An Act of Murder), regia di Michael Gordon (1948)
- Suprema decisione (Command Decision), regia di Sam Wood (1948)
- Naviganti coraggiosi (Down to the Sea in Ships), regia di Henry Hathaway (1949)
- Figlio del delitto (Red Canyon), regia di George Sherman (1949)
- La mano defome (Scene of the Crime), regia di Roy Rowland (1949)
- Cocaina (Johnny Stool Pigeon), regia di William Castle (1949)
- La pietra dello scandalo (Top o' the Morning), regia di David Miller (1949)
- L'imboscata (Ambush), regia di Sam Wood (1950)
- Giungla d'asfalto (The Asphalt Jungle), regia di John Huston (1950)
- Francis, il mulo parlante (Francis), regia di Arthur Lubin (1950)
- Non siate tristi per me (No Sad Songs for Me), regia di Rudolph Maté (1950)
- Shadow on the Wall, regia di Pat Jackson (1950)
- Winchester '73, regia di Anthony Mann (1950)
- Ormai ti amo (Walk Softly, Stranger), regia di Robert Stevenson (1950)
- Vagabondo a cavallo (Saddle Tramp), regia di Hugo Fregonese (1950)
- I due forzati (Under the Gun), regia di Ted Tetzlaff (1951)
- Il comandante Johnny (You're in the Navy Now), regia di Henry Hathaway (1951)
- Quel fenomeno di mio figlio (That's My Boy), regia di Hal Walker (1951)
- La donna del porto (The Raging Tide), regia di George Sherman (1951)
- Donne verso l'ignoto (Westward the Women), regia di William A. Wellman (1951)
- La strada dell'eternità (Glory Alley), regia di Raoul Walsh (1952)
- Dan il terribile (Horizons West), regia di Budd Boetticher (1952)
- Sally e i parenti picchiatelli (Sally and Saint Anne), regia di Rudolph Maté (1952)
- Il mondo nelle mie braccia (The World in His Arms), regia di Raoul Walsh (1952)
- Il diario di un condannato (The Lawless Breed), regia di Raoul Walsh (1953)
- L'avventuriero della Luisiana (Mississippi Gambler), regia di Rudolph Maté (1953)
- Schiava e signora (The President's Lady), regia di Henry Levin (1953)
- Un leone per la strada (A Lion Is in the Street), regia di Raoul Walsh (1953)
- Il maggiore Brady (War Arrow), regia di George Sherman (1953)
- L'ultimo Apache (Apache), regia di Robert Aldrich (1954)
- I desperados della frontiera (Four Guns to the Border), regia di Richard Carlson (1954)
- Sangue e metallo giallo (The Yellow Mountain), regia di Jesse Hibbs (1954)
- Il paradiso dei fuorilegge (Stranger on Horseback), regia di Jacques Tourneur (1955)
- La città del vizio (The Phenix City Story), regia di Phil Karlson (1955)
- Terra lontana (The Far Country), regia di Anthony Mann (1955)
- Il kentuckiano (The Kentuckian), regia di Burt Lancaster (1955)
- Duello di spie (The Scarlet Coat), regia di John Sturges (1955)
- All'inferno e ritorno (To Hell and Back), regia di Jesse Hibbs (1955)
- I pionieri dell'Alaska (The Spoilers), regia di Jesse Hibbs (1955)
- La frustata (Backslash), regia di John Sturges (1956)
- I gangster del ring (World in My Corner), regia di Jesse Hibbs (1956)
- L'uomo che visse due volte (I've Lived Before), regia di Richard Bartlett (1956)
- Scialuppe a mare (Away All Boats), regia di Joseph Newman (1956)
- L'idolo della canzone (Sing, Boy, Sing!), regia di Henry Ephron (1957)
- Il segno del falco (Accused), regia di Michael Audley (1957)
- Il segno della legge (The Tin Star), regia di Daniel Mann (1957)
- Johnny, l'indiano bianco (The Light in the Forest), regia di Herschel Daugherty (1958)
- Duello alla pistola (The Gunfight at Dodge City), regia di Joseph M. Newman (1959)
- Sette strade al tramonto (Seven Ways from Sundown), regia di Harry Keller (1960)
- Psyco (Psycho), regia di Alfred Hitchcock (1960)
- Il figlio di Giuda (Elmer Gantry), regia di Richard Brooks (1960)
- Chi era quella signora? (Who Was That Lady?), regia di George Sidney (1960)
- Stella di fuoco (Flaming Star), regia di Don Siegel (1960)
- Cavalcarono insieme (Two Rode Together), regia di John Ford (1961)
- Estate e fumo (Summer and Smoke), regia di Peter Glenville (1961)
- Due stelle nella polvere (Rough Night in Jericho), regia di Arnold Laven (1967)
- Herbie il Maggiolino sempre più matto (Herbie Rides Again), regia di Robert Stevenson (1974)
- Torna "El Grinta" (Rooster Cogburn), regia di Stuart Millar (1975)
- Honkytonk Man, regia di Clint Eastwood (1982)
- Il cowboy e la ballerina (The Cowboy and the Ballerina), regia di Jerry Jameson (1984)
- Turner e il casinaro (Turner & Hooch), regia di Roger Spottiswoode (1989)

### Televisione
- General Electric Theater – serie TV, episodi 3x28-6x11-6x24 (1955-1958)
- Alfred Hitchcock presenta (Alfred Hitchcock Presents) – serie TV, episodio Sylvia (1958)
- Goodyear Theatre – serie TV, episodio 1x17 (1958)
- Cimarron City – serie TV, episodio 1x24 (1959)
- Westinghouse Desilu Playhouse – serie TV, episodio 2x08 (1959)
- Ricercato vivo o morto (Wanted: Dead or Alive) – serie TV, episodio 1x32 (1959)
- Wichita Town – serie TV, episodi 1x05-1x24 (1959-1960)
- Peter Gunn – serie TV, episodio 2x18 (1960)
- Ai confini della realtà (The Twilight Zone) – serie TV, episodio 1x31 (1960)
- Bonanza – serie TV, episodi 2x18-8x09 (1961-1966)
- Sotto accusa (Arrest and Trial) – serie TV, episodio 1x14 (1963)
- A Man Called Shenandoah – serie TV, episodio 1x33 (1966)
- Charlie's Angels – serie TV, episodio 3x14 (1979)
- L'incredibile Hulk (The Incredible Hulk) – serie TV, episodio 3x19 (1980)
- Il sogno dei Novak (American Dream) – serie TV (1981)

## Doppiaggio
- Le avventure di Bianca e Bernie (The Rescuers) (1977)
- Red e Toby nemiciamici (The Fox and the Hound) (1981)

## Doppiatori italiani
Nelle versioni in italiano delle opere in cui ha recitato, John McIntire è stato doppiato da:
- Luigi Pavese in Cocaina, Francis il mulo parlante, Ormai ti amo, I desperados della frontiera, Terra lontana, I pionieri dell'Alaska, L'uomo che visse due volte, Sette strade al tramonto, Estate e fumo, Due stelle nella polvere
- Giorgio Capecchi in Non siate tristi per me, Quel fenomeno di mio figlio, Donne verso l'ignoto, Sally e i parenti picchiatelli, Il maggiore Brady, Duello alla pistola, Chi era quella signora?, Psyco, Cavalcarono insieme
- Mario Besesti in Dan il terribile, Il mondo nelle mie braccia, Il diario di un condannato (John Clements), L'avventuriero della Luisiana, Sangue e metallo giallo, La frustata, Scialuppe a mare
- Aldo Silvani in Strada senza nome, Il figlio del delitto, Winchester '73, Vagabondo a cavallo
- Olinto Cristina ne La donna del porto, Il diario di un condannato (J.G. Hardin), Duello di spie
- Lauro Gazzolo ne L'imboscata, Il segno della legge
- Bruno Persa ne La città del vizio, Il figlio di Giuda
- Mario Pisu ne Il comandante Johnny, La strada dell'eternità
- Stefano Sibaldi in Chiamate Nord 777
- Amilcare Pettinelli ne La signora del fiume
- Cesare Fantoni in Giungla d'asfalto
- Gaetano Verna ne I due banditi
- Manlio Busoni in Schiava e signora
- Nino Pavese ne L'ultimo Apache
- Emilio Cigoli in Stella di fuoco
- Mario Milita ne Il fantomatico Edward Sims
- Arturo Dominici in Herbie il maggiolino sempre più matto
- Leonardo Severini in Torna "El Grinta"
- Sandro Tuminelli in Honkytonk Man
- Giuseppe Fortis in Turner e il casinaro
- Bruno Alessandro in Terra lontana (ridoppiaggio)

Come doppiatore è sostituito da:
- Roberto Bertea ne Le avventure di Bianca e Bernie
- Mario Bardella in Red e Toby - Nemiciamici